# Ford LTD II
Ford LTD II — останній середньорозмірний автомобіль Ford Motor Company, який вироблявся з 1977 по 1979 рік для північноамериканського ринку. За своїм технічним характеристикам Ford LTD II був подібним на Ford Torino, якого й мав замінити на ринку США і Канади. При проектуванні моделі було вирішено використовувалось шасі, яке застосовувалось у Ford Elite 1972—1976 роках випуску. Наряду з Ford LTD II, це шасі також використовувалось на Ford Thunderbird, Mercury Cougar, Ford Ranchero з 1977 по 1979 рік.
Ford LTD II випускався в трьох комплектаціях: базова версія називалась LTD II 'S', LTD II представляв собою більш комфортабельну версію, а топ-версія моделі називалась LTD Brougham II.
Всі модифікації Ford LTD II оснащались V-подібними 8-циліндровими двигунами. Лінійка двигунів, які пропонувались до установки була обмежена 4 видами — 5,0 л. Ford 302 Windsor, 5,8 л. Ford 351M, 5,8 л. Ford 351 Windsor і 6,6 л. Ford 400 Cleveland. Двигун Ford 400 Cleveland встановлювався на Ford LTD II лише в 1977 і 1978 роках, а Ford 302 Windsor не встановлювався на автомобілі, які реалізовувались в Каліфорнії.
Місткість пасажирів Ford LTD II складала 6 чоловік, а у варіанті Ford LTD II Wagon (лише для 1977 року) зростала до 8 чоловік за рахунок додаткового (опційного) ряду крісел, які встановлювались проти руху автомобіля.

## Історія моделі

### 1977

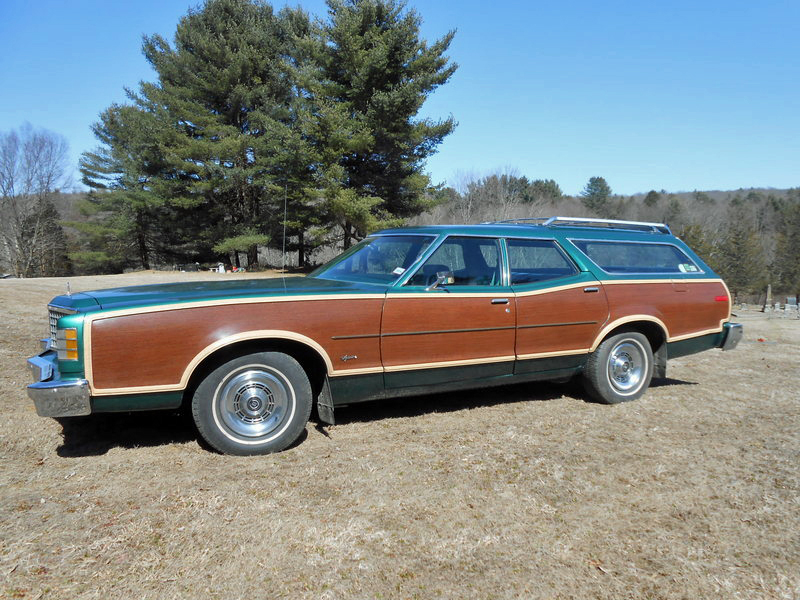
Ford LTD II Squire Wagon

Модель Ford LTD II Station Wagon і Squire Wagon випускались лише в 1977 році. В подальшому виробництво універсалів не поновлялось.

### 1978
В 1978 році було припинене виробництво універсалів Ford LTD II, яке було викликане уніфікацією моделей з появою в ряді автомобілів Ford нової моделі Fairmont, створеної на базі платформи Ford Fox, в лінійці моделей якого також входив п’ятидверний універсал.
Одним з лозунгів рекламної кампанії Ford LTD II в 1978 році був «Прекрасний середньорозмірний автомобіль за приземленою ціною».
Стандартним двигуном у Ford LTD II був 5-літровий 302-V8-2V, потужність 134 к. с. (не встановлювався на машини, які реалізовувались в Каліфорнії).
В зовнішньому оздобленні автомобілів застосовувався вініл (для обтяжки даху) і велика кількість хромованих елементів оздоблення екстер’єру.

### 1979
1979 рік був останнім роком виробництва Ford LTD II. Згортання випуску даної моделі було обумовлено відносно низьким попитом на ринку, застарілою платформою і уніфікацією моделей автомобілів, з ціллю скорочення витрат на їх проектування, освоєння у виробництві й випуск на ринок. Технічні характеристики Ford LTD II були аналогічними попереднім рокам випуску, кількість моделей двигунів, які пропонувались до установки, скоротилось до трьох V-подібних восьмициліндрових двигунів, потужністю 135, 140 і 152 к. с. Змінена форма спойлера переднього бампера, новий електронний регулятор напруги і корозійностійкий безпечний пластиковий лоток акумуляторної батареї були основними змінами в конструкції автомобіля в 1979 році.
Дизайн автомобіля не перетерпів кардинальних змін.